# Francisca

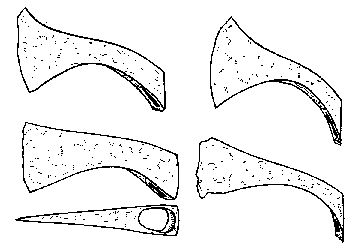
Distintos tipos de Francisca.

La francisca es un hacha de guerra blandida a una mano, útil para el combate cuerpo a cuerpo y como arma arrojadiza. Popularizada por los francos (se piensa que de ahí proviene su nombre: Isidoro de Sevilla, Etimolog. XVIII. VI. 9), fue antes de ello un arma tradicional de los germanos occidentales.

## Orígenes
La francisca o francesca fue un hacha de origen germano occidental que se empleó asiduamente en los siglos V a VIII por los francos, desde los Merovingios a los Carolingios.
La evidencia arqueológica muestra que los francos hicieron uso común de la francisca, y su opción de usarla dio nombre a su gente: los francos, y el nombre de la nación que fundaron, Francia. Sus tropas arrojaban la francisca desde una distancia de diez a once metros. El borde del hacha era pesado, así que tenía un impacto mayor en el blanco, pero debido a que el hacha no estaba equilibrada, la francisca no volaba muy recta, reduciendo el rango de exactitud en el blanco. Sin embargo, al lanzarlas en gran número, se buscaba más atacar a un grupo de enemigos que a un guerrero en particular. 
La francisca tenía una forma característica de "S". Desde el tope de la cabeza, el borde más bajo se curvaba hacia dentro. El centro de la cabeza del hacha formaba un ángulo de 90 a 115 grados hasta el mango. La francisca se deslizaba hasta el blanco desde el principio de la hoja hasta la hoja completa y también se enterraba en el blanco de forma que el mango quedaba hacia arriba. La mayoría de las franciscas tenían una caída redonda en forma de ojo en un mango de madera, similar a las de las hachas vikingas. La mayor parte de las franciscas tenían entre 11 y 23 cm de largo, y pesaban entre 200 y 1300 gramos. Multiplicando esa masa por la gran velocidad que adquirían al ser arrojadas, resultaban muy potentes a la hora del combate. 
Hoy en día la francisca mantiene un uso popular en competiciones de arrojar hachas y como arma para las representaciones históricas. El arma frecuentemente se balancea impredeciblemente después de golpear el suelo, haciéndola muy difícil de bloquear. En el combate, esto serviría para confundir, intimidar y desorganizar una línea enemiga en el momento crucial antes de que los francos dieran su gran golpe. En algunas ocasiones, la francisca fue superior a las más precisas jabalinas y era bastante más letal en combate cuerpo a cuerpo.